# Weathersby, Mississippi
Weathersby este o comunitate mică situată în comitatul Simpson, statul Mississippi, SUA.

## Personalități marcante
- Jack Torrance, atlet american